# Calomicrus impressithorax
Calomicrus impressithorax es un coleóptero de la familia Chrysomelidae.
Fue descrita científicamente por primera vez en 1898 por Pic.